# Генри Макшейн О’Нил
Генри МакШейн О’Нил (англ. Henry MacShane O'Neill; ок. 1545/1550 — 1622) — ирландский аристократ, один из сыновей Шейна О’Нила, главы королевства Тир Эогайн. Он был лидером клана Макшейнов в XVI и начале XVII века и стремился контролировать клан О’Нил, сражаясь вместе со своим братом против Хью О’Нила.

## Ранняя жизнь
Генри родился в правящей семье Ольстера в то время. Его отец известен в истории как «Шейн Гордый» (ок. 1530—1567), правивший в 1559—1567 годах, хотя при жизни его звали Шон Доннеллах О’Нил, так как он был воспитан кланом Доннелли. Считается, что матерью Генри была Кэтрин Макдоннелл, первая жена Шейна, что делает его одним из самых старших и законных детей Шейна. У него было много единокровных братьев, но его единственным полноправным братом был Шейн Ог, старший сын Шейна О’Нила.
Он воспитывался в семьях О’Кахан, О’Куинн и, возможно, галлогласов Макдоннел из-за опасности, которую представляли другие члены семьи О’Нилов. Генри действовал вместе со своими сводными братьями Хью Гавелохом и Коном Макшейном О’Нилами. В совокупности братья были известны как «МакШейны» и вели непрерывную войну с 1583 по 1591 год за господство в Ольстере при поддержке шотландской армии, состоящей из воинов кланов Маклин и Макдоннелл.

## Борьба за власть
Генри и Кон предприняли попытку захватить власть летом 1584 года. Их действия ускорили временный крах власти главы клана Турлоха Луйнеха О’Нила. Хью и Арт провели два года в Шотландии, ища помощи у своего родственника сэра Лахлана Мор Маклина. Маклин высадился с отрядом в 3000 человек в Лох-Фойле и отправился освобождать Генри и Кона из-под стражи Турлоха.
Хотя Генри и Кон остались с Турлохом, кланы О’Донелли и О’Кэхан перешли на сторону Маклина. Когда считалось, что Турлох умер, братья были освобождены. Но Кон ушел, и без его присутствия Западный Тирон подвергся прямой атаке со стороны Хью Роэ О’Доннелла, короля Тирконнелла. Хотя после смерти Турлоха Генри был самым сильным кандидатом на то, чтобы стать главой клана О’Нил, Хью О’Нил сделал прямую заявку на лидерство и собрал большое войско, маршируя к инаугурационному камню в Туллихоге.
Генри не смог быстро отомстить, так как он и его брат Арт были заключены в Дублинский замок в 1585 году лордом-наместником сэром Джоном Перротом, который в тот год был в путешествии по северу Ирландии. По иронии судьбы они оба сбежали из заключения вместе с Хью Роэ О’Доннелом в 1592 году. Хью Роэ вернулся в Тирконнелл, но Макшейнам повезло меньше. Арт умер от переохлаждения, больше пострадав из-за своего преклонного возраста, чем его товарищи во время заключения, и после того, как ему на ногу упал камень во время их бегства из замка в Гленмалуре, во время отчаянного похода беглецов во владения Фиаха Макхью О’Бирна. Джон Перрот разрешил Хью О’Нилу и Турлоху Луинеху напасть на территорию Джеймса О’Доннелли, главного сторонника Макшейнов.

## Отношения с Хью О’Нилом
Он противостоял своему двоюродному брату, Хью Мору О’Нилу, 2-му графу Тирону, непрерывно в течение 1590-х и в 1600-х годах, вместе со своими братьями. Генри и Хью Мор сражались за верховенство в течение двух десятилетий, и Генри был подвергнут длительному тюремному заключению по приказу Хью. После женитьбы сына Генри женился на дочери Хью, он сражался за Хью во время Девятилетней войны против английского владычества.
Когда Хью Роэ О’Нил, граф Тирон, бежал в 1607 году Европу, англичане захватили его земли и учредили суд присяжных, чтобы перераспределить их. В состав суда входили многие его враги, включая Генри и некоторых его братьев. Генри получил большое поместье на этой земле в Ориоре, графство Арма.

## Известные дети
- Генри Ог МакШейн (? — 1608). Он был женат на Кортине, дочери графа Тирона Хью О’Нила, и был посвящен в рыцари сэром Генри Макшейном О’Нилом. Он был убит войсками сэра Кахира О’Доэрти 6 мая 1608 года во время восстания О’Доэрти[англ.] после сожжения Дерри[англ.]. У Генри Ога был сын по имени сэр Фелим Роэ и дочь, которая вышла замуж за Брайана Мак-Хью Ога О’Нила, лорда Фью, предка Чарльза Генри О’Нила «Барристера», из Фью, предка рода О’Нил Конрой из Ньюфаундленда через его единственную дочь Элизабет и Джеймса Жерве Конроя, чье потомство теперь многочисленно.
- Кон Бой МакШейн. Мало что известно о Коне Бойе, кроме того, что он возглавил набег на владения Мак-Магона для Турлоха Луйнеха в 1569 году.
- Кормок МакШейн, член суда по распределению земель Хью О’Нила, графа Тирона.